# Viola alba
Violeta (Viola alba) es una especie de la familia de las violáceas.

## Descripción
Planta perenne, de tallos de 5-15 cm. Flores blancas o violetas, perfumadas, de 1,5-2 cm, pétalos laterales barbados, y estolón violeta. Estolones largos, delgados; estípulas lineal-lanceoladas, de largos pelos. Florece en primavera.

## Hábitat
Praderas de montaña, valles en bosques abiertos.

## Distribución
Centro y sur de Europa.